# Uracanthus strigosus
Uracanthus strigosus är en skalbaggsart som beskrevs av Francis Polkinghorne Pascoe 1875. Uracanthus strigosus ingår i släktet Uracanthus och familjen långhorningar. Inga underarter finns listade i Catalogue of Life.